# Лещинський монастир
Різдва Богородиці Лещинський монастир (біл. Ляшчынскі манастыр) — чоловічий монастир, заснований у 13 ст. в передмісті Пінська — Лещі. Пов'язується в джерелах із литовським князем Войшелком (1260-ті рр.). Приблизно із цього ж часу тут перебувала чудотворна ікона Успіння Богородиці.

## Історія
Із 15 ст. став резиденцією пінських єпископів, котрі одночасно були архімандритами монастиря. Деякі з них стали пізніше київськими митрополитами, єпископами українських єпархій. Наприкінці 14 ст. замість храму Різдва Пресвятої Богородиці було збудовано дерев'яний Свято-Успенський собор. 1596 польський король Сигізмунд III Ваза наказав забрати монастир у православних і передати унійцям. Але тодішній архімандрит Єлисей Плетенецький відмовився підкорятися королеві й не допускав намісників унійного митрополита Володимирського і Берестейського (із 1599 — митрополита Київського) Іпатія Потія в обитель. На початку 17 ст. за активної участі місцевих ченців було створено Богоявленський монастир у Пінську. Тривалий час (1640—1667) архімандритом монастиря був Йосиф Нелюбович-Тукальський, котрий пізніше став єпископом Білоруським, а 1663—1675 — митрополитом Київським. 1656 його було вигнано з монастиря унійцями. Гетьмани Богдан Хмельницький та Іван Виговський домагалися 1657—1658 у великого гетьмана литовського Павла Яна Сапіги та пінської шляхти повернення монастиря православним.
Із 1668 монастир став унійним, 1746 в ньому було збудовано новий храм. У зв'язку з ліквідацією царатом унії в цьому регіоні (1839) монастир було закрито, а його споруди знищені пожежами кінця 19 ст., а також під час воєнних дій 20 ст. Монастир мав скрипторій, очевидно, в ньому велося літописання.